# Barry Smith (filósofo)
Barry Smith (4 de junio de 1952) es un filósofo estadounidense. Tiene el título de Julian Park Distinguished Professor de Filosofía en la Universidad de Buffalo y es investigador en el Research Scientist del estado de Nueva York. De 2002 a 2006 fue director del Institute for Formal Ontology and Medical Information Science en Leipzig y Saarbrücken, Alemania. 
Sus investigaciones se centran en la ontología y en sus aplicaciones, en especial en biomedicina e informática biomédica, disciplinas en las que ha trabajado en una variedad de proyectos relacionados con la terminología biomédica y el archivado electrónico de los datos de los pacientes. 
Es autor de unas 450 publicaciones científicas, incluyendo 15 libros, y es editor de The Monist: An International Quarterly Journal of General Philosophical Inquiry. En 2002 recibió, en reconocimiento de sus logros científicos, el premio Wolfgang Paul de la Fundación Alexander von Humboldt. Es, además, coordinador de The Open Biological and Biomedical Ontologies.
A su vez, Barry Smith es profesor invitado en la Universidad de la Suiza Italiana desde el año 2019.